# Brantley (Alabama)
Brantley é uma cidade  localizada no estado americano do Alabama, no Condado de Crenshaw.

## Demografia
Segundo o censo americano de 2000, a sua população era de 920 habitantes. 
Em 2006, foi estimada uma população de 908, um decréscimo de 12 (-1.3%).

## Geografia
De acordo com o United States Census Bureau, a localidade tem uma área de 8,2 km², sem área coberta por água. Brantley localiza-se a aproximadamente 104 m acima do nível do mar.

## Localidades na vizinhança
O diagrama seguinte representa as localidades num raio de 32 km ao redor de Brantley. 